# Interstate 385
L'Interstate 385 (I-385) est une autoroute auxiliaire de la région de l'Upstate en Caroline du Sud. L'I-385 est une autoroute collectrice de l'I-85. Elle est un lien entre Greenville et l'I-26 vers le sud, reliant Greenville à Columbia et Charleston. Autour de Greenville, les derniers miles de l'I-385 forment le quadrant nord-est d'une route de ceinture partielle autour des banlieues sud de Greenville, avec l'I-185.

## Description du tracé

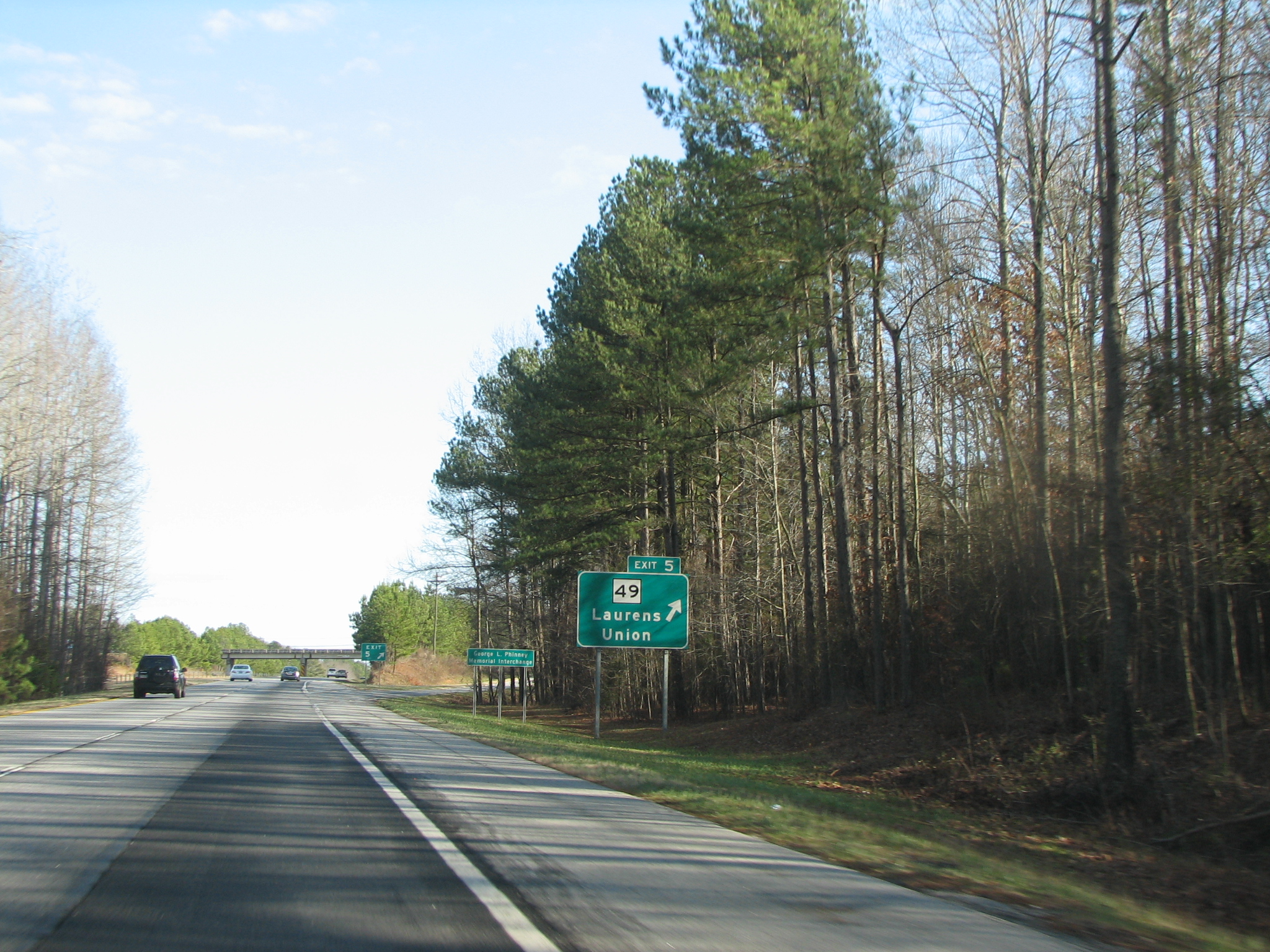
Sortie pour la SC 49 près du terminus sud.

L'I-385 débute à la jonction avec l'I-26 près de Clinton. Sur son trajet, elle rencontre plusieurs routes rurales du nord du comté de Laurens. Elle dessert à la fois l'I-385 nord et sud.
En s'approchant de Greenville, l'autoroute passe par davantage de zones urbaines. Elle croise l'I‑185 et bifurque vers le nord-est en direction de l'I-85. Elle se continue au-delà de l'I-85 pour aboutir au centre-ville et devenir la E. North Street. C'est immédiatement après la jonction avec la US 276 qu'elle se termine.

## Liste des sorties
| Interstate 385                            |              |       |       |        |                                                                                  |                                                                                  |
| Comté                                     | Municipalité | mi    | km    | Sortie | Intersections / Destinations                                                     | Notes                                                                            |
| Laurens                                   | Clinton      | 0,00  | 0,00  |        | I-26 est – Columbia                                                              | Sortie 51 de l'I-26 ouest                                                        |
| Laurens                                   | Clinton      | 2,00  | 3,22  | 2      | SC 308 (en) – Ora, Clinton                                                       |                                                                                  |
| Laurens                                   | Laurens      | 5,31  | 8,55  | 5      | SC 49 (en) – Laurens, Cross Anchor                                               |                                                                                  |
| Laurens                                   | Laurens      | 8,55  | 13,76 | 9      | US 221 – Laurens, Enoree                                                         |                                                                                  |
| Laurens                                   | Gray Court   | 10,34 | 16,64 | 10     | Metric Road – Gray Court                                                         |                                                                                  |
| Laurens                                   | Gray Court   | 15,87 | 25,54 | 16     | SC 101 (en) – Woodruff, Gray Court                                               |                                                                                  |
| Laurens                                   | Gray Court   | 18,87 | 30,37 | 19     | SC 14 (en) est – Owings, Gray Court                                              | Terminus sud du multiplex avec SC 14                                             |
| Laurens                                   | Fountain Inn | 21,63 | 34,81 | 22     | SC 14 (en) ouest – Fountain Inn                                                  | Terminus nord du multiplex avec SC 14                                            |
| Greenville                                | Fountain Inn | 23,10 | 37,18 | 23     | SC 418 (en) – Fountain Inn, Pelzer                                               |                                                                                  |
| Greenville                                | Fountain Inn | 24,11 | 38,80 | 24     | Fairview Sreet – Fountain Inn                                                    |                                                                                  |
| Greenville                                | Simpsonville | 25,77 | 41,47 | 26     | Harrison Bridge Road                                                             |                                                                                  |
| Greenville                                | Simpsonville | 27,13 | 43,66 | 27     | Fairview Road – Simpsonville                                                     |                                                                                  |
| Greenville                                | Simpsonville | 28,71 | 46,20 | 29     | Georgia Road – Simpsonville                                                      |                                                                                  |
| Greenville                                | Mauldin      | 30,14 | 48,51 | 30     | I-185 Toll nord (Southern Connector) / US 276 ouest – Atlanta, Anderson, Mauldin | Sortie direction nord, entrée direction sud; sortie 1B de l'I-185                |
| Greenville                                | Mauldin      | 30,14 | 48,51 | 30     | Old Stage Road / E. Standing Springs Road vers US 276                            | Sortie direction sud, entrée direction nord                                      |
| Greenville                                | Mauldin      | 30,98 | 49,86 | 31     | I-185 Toll nord – Atlanta                                                        | I-185 non-indiqué en direction nord                                              |
| Greenville                                | Mauldin      | 30,98 | 49,86 | 31     | SC 417 (en) (Laurens Road) – Simpsonville                                        | I-185 non-indiqué en direction nord                                              |
| Greenville                                | Mauldin      | 33,07 | 53,22 | 33     | Bridges Road – Mauldin                                                           |                                                                                  |
| Greenville                                | Mauldin      | 34,13 | 54,93 | 34     | Butler Road – Mauldin                                                            |                                                                                  |
| Greenville                                | Mauldin      | 35,50 | 57,13 | 35     | SC 146 (en) (Woodruff Road) – Mauldin                                            |                                                                                  |
| Greenville                                | Greenville   | 36,20 | 58,26 | 36     | I-85 – Spartanburg, Anderson                                                     | Indiqué sortie 36A (nord) et 36B (sud) en direction nord; sortie 51B-C de l'I-85 |
| Greenville                                | Greenville   | 37,29 | 60,01 | 37     | Roper Mountain Road                                                              |                                                                                  |
| Greenville                                | Greenville   | 38,87 | 62,56 | 39     | Haywood Road                                                                     |                                                                                  |
| Greenville                                | Greenville   | 40,11 | 64,55 | 40     | SC 291 (en) (Pleasantburg Drive)                                                 |                                                                                  |
| Greenville                                | Greenville   | 41,86 | 67,37 | 42     | US 276 – Travelers Rest, Mauldin                                                 |                                                                                  |
| Greenville                                | Greenville   | 42,16 | 67,85 | —      | East North Street                                                                |                                                                                  |
| - Terminus de multiplex - Accès incomplet |              |       |       |        |                                                                                  |                                                                                  |